# Attitude Era
Met de Attitude Era wordt een tijdvak in het professioneel worstelen bedoeld, dat tussen november 1997 en mei 2002 van vitaal belang was voor de Amerikaanse worstelpromotie World Wrestling Federation (WWF) (nu WWE). 
De periode kenmerkt zich door de decadente, ruige en expliciete methodiek waar de toenmalige WWF mee uitpakte. De Attitude Era was een weinig kindvriendelijke periode waarin alles mogelijk leek. De term 'Attitude Era' werd vooral gebruikt voor merchandising, maar de WWF promootte het begrip ook als WWF Attitude in zijn televisieprogramma's en pay-per-view-evenementen. Het controversiële incident Montreal Screwjob wordt algemeen in beschouwing genomen als ijkpunt en de aflevering van Monday Night Raw op 6 mei 2002 wordt door fans en intimi gepercipieerd als slotstuk van het 'Attitude Era'. Vaak spreekt men evenwel over het evenement WrestleMania X-Seven uit april 2001. 
Tijdens deze periode kon de destijds financieel noodlijdende WWF optimaal profiteren van een geslaagde ouverture van talentvolle, jonge worstelaars en zette dit om in hoge kijkcijfers. Mede door het snelle wordingsproces van het 'Attitude Era' daalde de populariteit van de rivaliserende promotie World Championship Wrestling (WCW), met een faillissement in 2001 tot gevolg.

## Ontstaan
In de zomer van 1997 luidden bestuursleden van de World Wrestling Federation een eerste keer de alarmbel. Het bedrijf dreigde nog voor de jaarwisseling bankroet te gaan wegens een te hoge loonlast en beroerde investeringen. De besogne zorgde ervoor dat de grootste concurrent van de WWF, World Championship Wrestling (WCW), gestaag de grootste worstelpromotie in de Verenigde Staten was geworden. De WCW deinsde er tevens niet voor terug om WWF-worstelaars te verleiden aan de hand van aanlokkelijke contractaanbiedingen. Eigenaar Vince McMahon had aanvankelijk moeite om oplossingen te vinden voor de problematiek en slaagde er als dusdanig niet in de scheve situatie recht te trekken. McMahon weigerde zelf aan de alarmbel te trekken en beweerde dat het bedrijf nog groeimarge had. Hij besliste uiteindelijk te saneren in het uitgebreide personeelsbestand. McMahon, die plannen koesterde om zijn bedrijf op de beurs te brengen, zag zich genoodzaakt de WWF te herstructureren. 
Het belangrijkste slachtoffer van die nieuwe bedrijfspolitiek was Bret Hart. Ondanks het feit dat Hart in 1996 nog een hernieuwde overeenkomst sloot, beklemtoonde McMahon dat hij namens zijn bedrijf geen toekomst meer zag in Hart. Die bleek te duur en mocht vertrekken, maar Harts vertrek verliep niet zonder ongelukken. McMahon beloofde dat er binnen afzienbare tijd deuren zouden opengaan voor jong talent, maar ook voor ervaren worstelaars die hij wilde wegplukken bij andere worstelpromoties. Volgens McMahon kon de WWF niet blijven teren op het inmiddels achterhaalde succes van de jaren 80, een revolutie die zich reeds ontplooide medio jaren 90, met inbegrip van een uittocht van gevestigde waarden als Hulk Hogan, James Hellwig (The Ultimate Warrior), Tito Santana, Roddy Piper, Rick Martel, Greg Valentine, Jim Duggan, Jake Roberts en Curt Hennig.
Tussendoor speelde de WWF andere bekende worstelaars kwijt aan de WCW, onder wie Randy Savage, Scott Hall (Razor Ramon), Sid Eudy (Sycho Sid) en Ric Flair. De geduchte Franse worstelaar André the Giant beëindigde in 1992 zijn carrière om gezondheidsredenen en stierf een jaar later. Enkel worstelaars die volgens McMahon nog voldoende potentieel hadden bleven op post, onder wie Shawn Michaels, Owen Hart en The Undertaker. Zij moesten het uithangbord worden van McMahons federatie en zouden na verloop van tijd omringd worden door jongere worstelaars. Op televisie vertaalde de oorlog achter de schermen tussen beide worstelpromoties zich in de Monday Night Wars, een strijd om te bepalen welke promotie de meeste kijkcijfers haalde. Deze Monday Night Wars gingen reeds van start in 1995, maar worden desondanks niet aanzien als eerste luik van het 'Attitude Era'.

## Concept van hetAttitude Era

### Idee en voorstelling
Aangezien eigenaar Vince McMahon het over een andere boeg wilde gooien, maakte hij een ingrijpende verandering ruchtbaar betreffende de stilaan afglijdende televisieprogramma's die zijn bedrijf produceerde. Het programma Saturday Night's Main Event werd begin jaren 90 stopgezet, terwijl het relatief recente Raw een aardige upgrade onderging. De programma's zagen er explicieter en spectaculairder uit en gingen gepaard met meer actie en emotie. Men dubde deze gedragsverandering als WWF Attitude. Het effect was navenant. Verhaallijnen namen levensechte proporties aan en leken meer uit het leven gegrepen. De WWF portretteerde de personages van zijn worstelaars als mensen van vlees en bloed, ter vervanging van de eerder stereotiepe personages uit het verleden. Voorts implementeerde de WWF verschillende nieuwe features in zijn wedstrijden. De belangrijkste aanpassing die werd doorgevoerd was de toevoeging van bloed. McMahon trachtte de echtheid van dat bloed als zodanig te verkopen aan de consument. De WWF verkreeg zo een wat ruiger imago, waardoor de wedstrijden vanaf dan een vervaarlijker uitzicht hadden. Een andere toegevoegde waarde aan het 'Attitude Era' was de invoering van nieuwe wedstrijdtypes als Hell in a Cell en Tables, Ladders & Chairs. 
De federatie trachtte dit imago permanent na te streven en zette dit beleidsmatig kracht bij middels de introductie van de worstelaar Stone Cold Steve Austin, wiens plotse overgang van de WCW naar de WWF in 1996 door fans en intimi wordt gezien als een subversief element gericht aan de WCW. Veel fans beweren dat zijn komst synoniem staat voor het latere faillissement van de WCW in 2001. Austins oorspronkelijke alter ego van bon vivant fluctueerde in een vastberaden, onvoorspelbare en ongegeneerde rebel. Austin beïnvloedde in geen tijd het professioneel worstelen en zette de WWF naar zijn hand. Austin deed dat op basis van het - weliswaar fictief - omverwerpen van Vince McMahons autoriteit. Nevens Austin wierpen worstelaars als Dwayne 'The Rock' Johnson, Paul Levesque (Triple H), Kurt Angle, Chris Benoit en Chris Jericho zich mede op tot de nieuwe generatie waar McMahon vooreerst op doelde. Zij typeerden een significant luik van het 'Attitude Era' en legden op die manier de basis aan hun verdere carrière. Later incorporeerde McMahon ook nog de prille twintigers Jeff Hardy, Matt Hardy, Adam Copeland (Edge) en Jason Reso (Christian Cage) en was de verjongingskuur die hij opperde compleet.

### Fictieve aanleidingen
Het beruchte incident Montreal Screwjob op 9 november 1997 had als rechtstreeks gevolg het vertrek van Bret Hart, Jim Neidhart en David Smith (Davey Boy Smith alias The British Bulldog), en geldt formeel als uitgangspunt van het 'Attitude Era'. Als dusdanig zorgde het moment waarop Bret Hart in Montreal het WWF World Heavyweight Championship verspeelde aan Shawn Michaels - waarna Hart de federatie vaarwel zei - voor de bewuste ommekeer die bekend kwam te staan als het 'Attitude Era'. Vince McMahon introduceerde nadien zijn kwaadwillig personage 'Mr. McMahon', een man die iedereen onder de knoet hield en alles besliste waar en wanneer hij dat wilde. Hierdoor verscheen McMahon zelf regelmatig op televisie. Daarna werd beslist om de jonge Dwayne Johnson fictief uit te spelen als levend schild van McMahon en Stone Cold Steve Austin kwam hiertegen in opstand. Dit zou later evolueren tot een ophefmakende vete tussen Austin en Johnson. 
De notoire speech van Stone Cold Steve Austin na afloop van King of the Ring 1996 - onder de fans bekend als de Austin 3:16 - geldt volgens velen ook als kantelpunt, maar behelsde niet het officiële begin van het 'Attitude Era'. Austins neerbuigende woorden aan het adres van zijn tegenstander Jake Roberts genieten jaren na datum nog steeds een iconische status in de geschiedenis van het professioneel worstelen. Austin verklaarde dat de tijd gekomen was om het landschap binnen de WWF om te gooien en dat de tijd van Roberts en diens tijdgenoten voorbij was. De meeste fans waren al snel verkocht en geloofden rotsvast dat wat Austin suggereerde zijn vruchten kon afwerpen en dat er een nieuw tijdperk was aangebroken. De kijkcijfers van de WWF namen algauw een vlucht in stijgende lijn en Austin en later Johnson groeiden uit tot de populairste worstelaars van het 'Attitude Era'. In 1999 en 2000 voegden Levesque (Hunter Hearst Helmsley alias Triple H) en Chris Jericho zich bij dat rijtje. 
Een derde belangrijke bouwsteen van het 'Attitude Era' was het conflict tussen The Undertaker en diens fictieve manager Paul Bearer. Dit kende zijn climax in de vorm van een debuterende en gemaskerde Glenn Jacobs (Kane) tijdens Badd Blood: In Your House. Kane roerde zich voor het eerst in de allereerste Hell in a Cell-wedstrijd tussen The Undertaker en Shawn Michaels. In eerste instantie weigerde The Undertaker om Kane te bekampen, maar na een reeks beschimpingen en aanvallen van respectievelijk Bearer en Kane die The Undertaker tijdens Royal Rumble 1998 het WWF World Heavyweight Championship hadden gekost, accepteerde hij een uitdaging van Kane. Later begroeven The Undertaker en Kane de strijdbijl en verenigden zich om een tag team te vormen dat bekend werd onder de naam Brothers of Destruction. Deze gebeurtenis kleurde evenals bovenstaande gebeurtenissen mee het begin van het 'Attitude Era'.

## Gevolgen
Tag-teamworstelen kende een opleving, met prominente teams zoals The New Age Outlaws, The Hardy Boyz, The Dudley Boyz, Edge en Christian, Too Cool en The APA. Tevens werden onderscheidende worstelgroepen opgericht zoals D-Generation X, The Nation of Domination, The Corporation (en later The Ministry of Darkness en ook bekend als The Corporate Ministry), die in de loop van de tijd allemaal bekende rivaliteiten met elkaar ontwikkelden. Ten slotte populariseerde men tijdens het 'Attitude Era' de exploitatie van Tables, Ladders & Chairs-wedstrijden. Deze wedstrijden werden meestal betwist in teamverband. In deze wedstrijden maken worstelaars gebruik van tafels, ladders en stoelen om een tegenstrever te verslaan. 
Verschillende worstelaars werden sterren vanwege het 'Attitude Era' en bereikten daardoor een mainstream-bekendheid. Het 'Attitude Era' zou uitdijen naar een periode van hoogconjunctuur in het professioneel worstelen, met bepalende worstelaars als Stone Cold Steve Austin, Dwayne "The Rock" Johnson, Mick Foley, Paul Levesque (Hunter Hearst Helmsley/Triple H), Kurt Angle, Kane en The Undertaker. Shawn Michaels moest het 'Attitude Era' grotendeels aan zich voorbij laten gaan, daar een rugblessure hem vier jaar aan de kant hield. Worstelaars die actief waren in de WCW, zoals Paul Wight (The Big Show), Chris Jericho, Eddie Guerrero, Perry Saturn, Dean Malenko en Chris Benoit zouden overstappen naar de WWF en uitgroeien tot essentiële en constante factoren. 
De schermtijd van de familie McMahon nam toe. Voorafgaand aan de Montreal Screwjob was McMahon lange tijd commentator en interviewer, maar na het incident in Montreal kwam hij pertinenter in beeld. Zijn zoon Shane, dochter Stephanie en echtgenote Linda McMahon maakten ook deel uit van de verhaallijnen als gefictionaliseerde versies van zichzelf. De WCW zag veel worstelaars vertrekken of terugkeren naar de WWF en kreeg te maken met monetaire problemen. Dit leidde op 26 maart 2001 tot een financiële overname door de WWF.